# 블랙 클로버
《블랙 클로버》(일본어: ブラッククローバー, 약칭: 블랙크로 일본어: ブラクロ)는 타바타 유키의 만화 작품이다. 2014년 「소년 점프 NEXT!!」 Vol.2에서 첫 발간후, 2015년 「주간 소년 점프」 제12호부터 연재 중이다. 2017년 10월 3일부터 2021년 3월 30일까지 TV 도쿄 계열에서 TV 애니메이션으로 방영했다.
2017년 5월에 OVA이 발매되었다. 대한민국에서는 대원방송 계열에서 먼저 자막으로 방영했다. 한국어판은 2018년 2월 5일부터 4월 30일까지 1부, 9월 4일부터 11월 27일까지 2부, 2019년 9월 17일부터 2020년 3월 10일까지 3부, 같은해 9월 8일부터 2021년 4월 27일까지 매주 화요일 밤 11시에 4부가 방영되었다.

## 줄거리
어린 시절 부모에게 버림을 받고 빈민 지역 교회에서 자란 아스타와 맞적수 유노. 두 사람은 마법 세계의 정점인 마법제가 되겠다는 목표를 품고 있다. 그러나 아스타는 마력이 전혀 없어 마법 기술을 쓰지 못하는 반면, 유노는 어린 나이임에도 엄청난 마법의 소유자로 촉망받는다. 시간이 흘러 두 사람은 열다섯 살이 되고, 마력을 가진 열다섯 살이 된 이들에게 마법기사단에 들어갈 수 있는 기회가 온다.
유노는 강력한 마력으로 초대 마법제가 받았던 행운이 담긴 네잎 클로버 마도서에게 선택받는 반면, 아스타는 우여곡절 끝에 악마가 깃든 다섯 잎 클로버 마도서를 손에 넣게 된다. 반년이 지난 뒤 아스타와 유노는 마법기사단 입단 시험을 치르게 된다 아홉 개의 단으로 나눠진 마법기사단 모두에게 선택 받은 유노는 최강의 마법기사단 '금색의 여명'에 들어간 반면, 아스타는 간신히 '검은 폭우'단에 선택되어 마법제가 된다는 그들의 꿈을 쫓게 되는데….

## 우리말 녹음 목소리 출연
- 이경태: 아스타
- 송하림: 아기~어린 시절 아스타, 네브라
- 황창영: 유노
- 윤은서: 아기~어린 시절 유노, 호로, 네쥬
- 김하영(1~52화)→정유정(53~최종화): 노엘 실버
- 안장혁: 야미 스케히로
- 김영선: 윌리엄 벤전스
- 박신희: 샤롯 로즐레이
- 김현지: 릴리, 샐리
- 심규혁: 핀랄 룰러케이스
- 최한: 노젤 실버, 해설
- 이종혁: 신부
- 온영삼: 탑주
- 변현우: 레브치
- 정유미: 럭 볼티어, 어린 솔리드
- 이현: 고슈 아드레이, 발토스
- 이재범: 푸에고레온
- 구자형: 율리우스 노바크로노
- 김연우: 미모사 버밀리온, 파토리 엄마
- 박서진: 잭 더 리퍼
- 서원석: 히스
- 김명준: 마르스
- 현경수: 로터스
- 박성태: 레오폴드
- 권창욱: 라데스
- 강시현: 캐서린
- 정옥주: 테레지아
- 김현욱: 리히트
- 안효민: 베토, 차미 늑대
- 장예나: 카호노
- 정주원: 키아토
- 유강진: 지프소
- 남유정: 메레오레오나 버밀리온
- 박요한: 졸라
- 김신우: 헨리, 핀랄 아빠
- 이다은: 바네사 에노테이커, 엘렌, 핌, 레카
- 김보나: 내쉬, 네로(=세크레 스왈로테일), 럭 엄마, 레베카, 소년 고슈 아드레이, 그레이(후), 마녀왕, 핀랄 계모
- 강은애: 차미 패핏슨, 아를, 에이미, 루카, 소년 푸에그레온
- 박성영: 셋케 브론자차, 클라우스 류넷, 랭그리스 보드, 국왕
- 서반석: 고저, 마그나 스윙, 메하, 토이케
- 이창민: 고든 어그리퍼, 세이히, 살림 드 하프셔스, 하몬, 아바리, 네이선, 욘나, 록산느, 닐레니아, 나날리, 가쟈, 자모
- 김진홍: 가야야, 무하, 알렉드라, 모리스, 솔리드 실버, 라이어, 릴, 아후아후, 자릭, 라거스, 라드로스, 스무리크
- 이승행: 브모다, 마하, 알렉드라, 바로, 겔도르, 지오, 야고스, 판젤 크루거, 두목, 란돌, 자라, 리베(아스타의 악마)
- 정의한: 시나나, 그레이(전), 마르크스 프랑소와, 시렌, 부데데, 즈타, 시던, 진행, 촌장, 포티
- 손선영: 루, 파나, 에리카, 마리, 새 인형, 파나, 아시에, 웬즐리
- 원에스더: 닉, 벨, 솔 마론, 마르코, 도로시, 벨, 약사 마녀, 여자 인형, 릴 엄마
- 김윤채: 마리엘라, 피네스, 기븐, 파플로, 피네스, 레투아, 파룸
- 최현수: 자객, 카이제르, 윈스턴, 카터스, 발터, 버섯, 디키트, 바바르, 엔, 벤, 가레스
- 김예림: 어린 벤전스, 도미난테, 프라길, 어린 졸라, 루즈, 테티아, 운디네, 라미
- 장서화: 오언, 초대 마법제, 잭스 류그너, 키르슈 버밀리온, 루벤, 코브, 르미엘, 로켄
- 비주언: 엘프녀, 마녀, 풀리 엔젤, 파톨, 파토리
- 정의택: 악마, 카이트, 브이테, 포트로프
- 이주승: 담나티오, 가모델로
- 이은조: 로로페치카, 시오나, 마기
- 임채빈: 이나 아빠, 오노비, 제논, 스벤킨, 나하트
- 성예원: 이나, 보, 웬즐리
- 김채린: 살라도, 리치타
- 박준원: 단테
- 임혁: 랄프, 시부아르
- 신나리: 바니카, 어린 리베
- 이세레나: 시엘, 할베트

## 우리말 녹음 방영 목록

### 1~2부
| 회차 | 제목                            | 방송 일자        | 원작 챕터 |
| ---- | ------------------------------- | ---------------- | --------- |
| 1화  | 아스타와 유노                   | 2018년 2월 5일   |           |
| 2화  | 소년의 맹세                     | 2018년 2월 5일   | 페이지1   |
| 3화  | 클로버 왕국 왕도를 향해         | 2018년 2월 12일  |           |
| 4화  | 마법기사단 입단 시험            | 2018년 2월 12일  | 페이지2   |
| 5화  | 마법제로 향하는 길              | 2018년 2월 19일  | 페이지3   |
| 6화  | 검은 폭우                       | 2018년 2월 19일  | 페이지4   |
| 7화  | 또 한 명의 신입단원             | 2018년 2월 26일  | 페이지5   |
| 8화  | Go! Go! 첫 임무                 | 2018년 2월 26일  | 페이지6   |
| 9화  | 짐승                            | 2018년 3월 5일   | 페이지7   |
| 10화 | 지키는 자                       | 2018년 3월 5일   | 페이지8   |
| 11화 | 어느 날 성 아랫마을에서 생긴 일 | 2018년 3월 12일  | 페이지10  |
| 12화 | 마법제는 보았다                 | 2018년 3월 12일  |           |
| 13화 | 마법제는 보았다, 속편           | 2018년 3월 19일  |           |
| 14화 | 던전                            | 2018년 3월 19일  |           |
| 15화 | 다이아몬드의 마도전사           | 2018년 3월 26일  |           |
| 16화 | 동료                            | 2018년 3월 26일  | 페이지14  |
| 17화 | 파괴자                          | 2018년 4월 2일   | 페이지17  |
| 18화 | 추억 속의 너                    | 2018년 4월 2일   | 페이지19  |
| 19화 | 붕괴와 구제                     | 2018년 4월 9일   | 페이지21  |
| 20화 | 왕도 집결                       | 2018년 4월 9일   | 페이지22  |
| 21화 | 왕도 소란                       | 2018년 4월 16일  | 페이지24  |
| 22화 | 마법 난무                       | 2018년 4월 16일  | 페이지26  |
| 23화 | 홍련의 사자왕                   | 2018년 4월 23일  | 페이지31  |
| 24화 | 블랙아웃                        | 2018년 4월 23일  | 페이지28  |
| 25화 | 역경                            | 2018년 4월 30일  | 페이지33  |
| 26화 | 상처 입은 짐승                  | 2018년 4월 30일  | 페이지34  |
| 27화 | 빛                              | 2018년 9월 4일   | 페이지36  |
| 28화 | 마음에 둔 사람                  | 2018년 9월 4일   | 페이지38  |
| 29화 | 길                              | 2018년 9월 11일  |           |
| 30화 | 거울의 마도사                   | 2018년 9월 11일  |           |
| 31화 | 눈 위에서의 추적                | 2018년 9월 18일  | 페이지40  |
| 32화 | 세잎 클로버의 싹                | 2018년 9월 18일  | 페이지42  |
| 33화 | 언젠가 누군가에게 도움이 된다   | 2018년 9월 25일  | 페이지45  |
| 34화 | 빛 마법 vs 어둠 마법            | 2018년 9월 25일  | 페이지47  |
| 35화 | 심판의 빛                       | 2018년 10월 2일  | 페이지50  |
| 36화 | 세 개의 눈                      | 2018년 10월 2일  | 페이지51  |
| 37화 | 마력 없는 자                    | 2018년 10월 9일  | 페이지52  |
| 38화 | 마법기사단 단장 회의            | 2018년 10월 9일  | 페이지54  |
| 39화 | 세잎 클로버의 경례              | 2018년 10월 16일 | 페이지56  |
| 40화 | 검은 해안 이야기                | 2018년 10월 16일 | 페이지57  |
| 41화 | 물의 아이 성장 이야기           | 2018년 10월 23일 | 페이지58  |
| 42화 | 해저 신전                       | 2018년 10월 23일 | 페이지59  |
| 43화 | 신전 배틀 로열                  | 2018년 10월 30일 | 페이지61  |
| 44화 | 우직한 화구와 분방한 번개       | 2018년 10월 30일 | 페이지64  |
| 45화 | 포기를 모르는 남자              | 2018년 11월 6일  | 페이지65  |
| 46화 | 각성                            | 2018년 11월 6일  | 페이지68  |
| 47화 | 유일한 무기                     | 2018년 11월 13일 | 페이지69  |
| 48화 | 절망 vs 희망                    | 2018년 11월 13일 | 페이지70  |
| 49화 | 한계의 끝                       | 2018년 11월 20일 | 페이지72  |
| 50화 | 싸움의 끝 절망의 끝             | 2018년 11월 20일 | 페이지73  |
| 51화 | 옳다는 증명                     | 2018년 11월 27일 | 페이지74  |
| 52화 | 강한 자가 이긴다                | 2018년 11월 27일 | 페이지77  |

### 3부
| 회차 | 통합 회차 | 제목                             | 방송 일자                                          | 원작 챕터 |
| ---- | --------- | -------------------------------- | -------------------------------------------------- | --------- |
| 1화  | 53화      | 가면 속 얼굴                     | 2019년 9월 13일(특별 방영) 2019년 9월 17일(본방송) | 페이지79  |
| 2화  | 54화      | 두 번 다시는                     | 2019년 9월 13일(특별 방영) 2019년 9월 17일(본방송) | 페이지80  |
| 3화  | 55화      | 판젤이란 남자                    | 2019년 9월 13일(특별 방영) 2019년 9월 17일(본방송) |           |
| 4화  | 56화      | 판젤이란 남자 (속편)             | 2019년 9월 24일                                    |           |
| 5화  | 57화      | 잠입                             | 2019년 9월 24일                                    | 페이지83  |
| 6화  | 58화      | 전장의 결단                      | 2019년 10월 1일                                    | 페이지84  |
| 7화  | 59화      | 증오의 화염                      | 2019년 10월 1일                                    | 페이지86  |
| 8화  | 60화      | 이반자의 속죄                    | 2019년 10월 8일                                    | 페이지89  |
| 9화  | 61화      | 약속의 세계                      | 2019년 10월 8일                                    | 페이지93  |
| 10화 | 62화      | 발전시키는 존재                  | 2019년 10월 15일                                   | 페이지95  |
| 11화 | 63화      | 아무것도 아니다                  | 2019년 10월 15일                                   | 페이지97  |
| 12화 | 64화      | 운명의 붉은 실                   | 2019년 10월 22일                                   | 페이지100 |
| 13화 | 65화      | 다녀왔습니다                     | 2019년 10월 22일                                   | 페이지101 |
| 14화 | 66화      | 백야의 마안의 비밀               | 2019년 10월 29일                                   |           |
| 15화 | 67화      | 즐거운 축제 더블 데이트          | 2019년 10월 29일                                   | 페이지103 |
| 16화 | 68화      | 사투!? 야미 VS 잭                | 2019년 11월 5일                                    |           |
| 17화 | 69화      | 가시녀의 우울                    | 2019년 11월 5일                                    | 페이지104 |
| 18화 | 70화      | 두 개의 신성                     | 2019년 11월 12일                                   | 페이지105 |
| 19화 | 71화      | 무관무패의 여사자                | 2019년 11월 12일                                   | 페이지108 |
| 20화 | 72화      | 세인트엘모의 불                  | 2019년 11월 19일                                   | 페이지110 |
| 21화 | 73화      | 로열 나이츠 선발 시험            | 2019년 11월 19일                                   | 페이지112 |
| 22화 | 74화      | 맹세의 꽃                        | 2019년 11월 26일                                   | 페이지114 |
| 23화 | 75화      | 격전                             | 2019년 11월 26일                                   |           |
| 24화 | 76화      | 마도사X                          | 2019년 12월 3일                                    | 페이지118 |
| 25화 | 77화      | 인연                             | 2019년 12월 3일                                    | 페이지120 |
| 26화 | 78화      | 하층민의 함정                    | 2019년 12월 10일                                   | 페이지123 |
| 27화 | 79화      | 양아치 선배 vs 근육 바보         | 2019년 12월 10일                                   | 페이지124 |
| 28화 | 80화      | 잘난 동생 vs 못난 형             | 2019년 12월 17일                                   | 페이지126 |
| 29화 | 81화      | 한 남자가 살아가는 법            | 2019년 12월 17일                                   | 페이지129 |
| 30화 | 82화      | 쁘띠 클로버! 악몽의 차미 스페셜! | 2019년 12월 24일                                   |           |
| 31화 | 83화      | 지금 이 순간, 아로새기다         | 2019년 12월 24일                                   | 페이지130 |
| 32화 | 84화      | 승자                             | 2020년 1월 7일                                     | 페이지132 |
| 33화 | 85화      | 허물없는 사이                    | 2020년 1월 7일                                     |           |
| 34화 | 86화      | 야미와 벤전스                    | 2020년 1월 14일                                    |           |
| 35화 | 87화      | 로열 나이츠 결성                 | 2020년 1월 14일                                    | 페이지133 |
| 36화 | 88화      | 백야의 마안 아지트 돌입!         | 2020년 1월 21일                                    | 페이지135 |
| 37화 | 89화      | 검은 폭우 아지트                 | 2020년 1월 21일                                    | 페이지139 |
| 38화 | 90화      | 좌충우돌 마법전                  | 2020년 1월 28일                                    |           |
| 39화 | 91화      | 메레오레오나 vs 불성실의 라이어  | 2020년 1월 28일                                    | 페이지137 |
| 40화 | 92화      | 마법제 vs 백야의 마안 수령       | 2020년 2월 4일                                     | 페이지143 |
| 41화 | 93화      | 율리우스 노바크로노              | 2020년 2월 4일                                     | 페이지145 |
| 42화 | 94화      | 새로운 미래                      | 2020년 2월 11일                                    | 페이지146 |
| 43화 | 95화      | 전생-다시 태어나다               | 2020년 2월 11일                                    | 페이지149 |
| 44화 | 96화      | 검은 폭우 단장 vs 진홍빛 들장미  | 2020년 2월 18일                                    | 페이지169 |
| 45화 | 97화      | 압도적 열세                      | 2020년 2월 18일                                    | 페이지151 |
| 46화 | 98화      | 잠자는 사자                      | 2020년 2월 25일                                    | 페이지171 |
| 47화 | 99화      | 목숨 건 생존의 길                | 2020년 2월 25일                                    | 페이지153 |
| 48화 | 100화     | 너에게는 지지 않아               | 2020년 3월 3일                                     | 페이지155 |
| 49화 | 101화     | 땅끝 마을의 생명                 | 2020년 3월 3일                                     | 페이지158 |
| 50화 | 102화     | 두 개의 기적                     | 2020년 3월 10일                                    |           |

### 4부
| 회차 | 통합 회차    | 제목                                   | 방송 일자        | 원작 챕터 |
| ---- | ------------ | -------------------------------------- | ---------------- | --------- |
| 1화  | 103화        | 인과 해방                              | 2020년 9월 8일   | 페이지159 |
| 2화  | 104화        | 분노의 번개 vs 동료                    | 2020년 9월 8일   | 페이지162 |
| 3화  | 105화        | 웃음 눈물                              | 2020년 9월 15일  | 페이지163 |
| 4화  | 106화        | 복수의 길 속죄의 길                    | 2020년 9월 15일  | 페이지167 |
| 5화  | 107화        | 결전! 클로버성                         | 2020년 9월 22일  | 페이지173 |
| 6화  | 108화        | 전장의 무희                            | 2020년 9월 22일  | 페이지177 |
| 7화  | 109화        | 공간 마도사 형제                       | 2020년 9월 29일  | 페이지181 |
| 8화  | 110화        | 폭우, 정상 결전 참전!                  | 2020년 9월 29일  | 페이지183 |
| 9화  | 111화        | 거울 속의 눈동자                       | 2020년 10월 6일  | 페이지186 |
| 10화 | 112화        | 믿을 수 있는 인간                      | 2020년 10월 6일  | 페이지189 |
| 11화 | 113화        | 돌입! 그림자 왕궁                      | 2020년 10월 13일 | 페이지191 |
| 12화 | 114화        | 마지막 입성자                          | 2020년 10월 13일 | 페이지193 |
| 13화 | 115화        | 흑막                                   | 2020년 10월 20일 | 페이지196 |
| 14화 | 116화        | 최강의 천적                            | 2020년 10월 20일 | 페이지199 |
| 15화 | 117화        | 지금 봉인을 풀 때                      | 2020년 10월 27일 | 페이지203 |
| 16화 | 118화        | 시공을 초월한 재회                     | 2020년 10월 27일 | 페이지206 |
| 17화 | 119화        | 마지막 일격                            | 2020년 11월 3일  | 페이지211 |
| 18화 | 120화        | 여명                                   | 2020년 11월 3일  | 페이지214 |
| 19화 | 121화        | 세 가지 곤란한 일                      | 2020년 11월 10일 | 페이지215 |
| 20화 | 122화        | 시커먼                                 | 2020년 11월 10일 | 페이지219 |
| 21화 | 123화        | 네로, 회상, 그리고… 전편               | 2020년 11월 17일 |           |
| 22화 | 124화        | 네로, 회상, 그리고… 후편               | 2020년 11월 17일 |           |
| 23화 | 125화        | 귀환                                   | 2020년 11월 24일 |           |
| 24화 | 126화        | 푸른 장미의 고백                       | 2020년 11월 24일 | 페이지221 |
| 25화 | 127화        | 단서                                   | 2020년 12월 1일  |           |
| 26화 | 128화        | 하트 왕국으로!                         | 2020년 12월 1일  | 페이지225 |
| 27화 | 129화        | 악마 메기큘라                          | 2020년 12월 8일  |           |
| 28화 | 130화        | 신 마법 기사단 단장 회의               | 2020년 12월 8일  |           |
| 29화 | 131화        | 새로운 결의                            | 2020년 12월 15일 |           |
| 30화 | 132화        | 깨어나는 사자                          | 2020년 12월 15일 |           |
| 31화 | 133화        | 깨어나는 사자 속편                     | 2020년 12월 22일 |           |
| 32화 | 134화        | 모인 사람들                            | 2020년 12월 22일 |           |
| 33화 | 135화        | 마음에 마음에 마음에 품은 사람         | 2020년 12월 29일 |           |
| 34화 | 136화        | 검은 심해 이야기                       | 2020년 12월 29일 |           |
| 35화 | 137화        | 차미, 백년의 식욕과 고든, 천 년의 고독 | 2021년 1월 5일   |           |
| 36화 | 138화        | 자라의 후계자                          | 2021년 1월 5일   |           |
| 37화 | 139화        | 마녀의 귀향                            | 2021년 1월 12일  |           |
| 38화 | 140화        | 율리우스의 부탁                        | 2021년 1월 12일  |           |
| 39화 | 141화        | 금색의 가족                            | 2021년 1월 19일  |           |
| 40화 | 142화        | 남겨진 사람들                          | 2021년 1월 19일  |           |
| 41화 | 143화        | 기울어진 천칭                          | 2021년 1월 26일  |           |
| 42화 | 144화        | 악마의 멸망을 바라는 자                | 2021년 1월 26일  |           |
| 43화 | 145화        | 탈환                                   | 2021년 2월 2일   |           |
| 44화 | 146화        | 악마를 숭배하는 자들                   | 2021년 2월 2일   |           |
| 45화 | 147화        | 결사                                   | 2021년 2월 9일   |           |
| 46화 | 148화        | 어둠을 밝히는 빛이 되다                | 2021년 2월 9일   |           |
| 47화 | 149화        | 찾아야 할 두 가지 물건                 | 2021년 2월 16일  |           |
| 48화 | 150화        | 소녀들의 도전                          | 2021년 2월 16일  |           |
| 49화 | 151화        | 격돌! 마법기사 단장전                  | 2021년 2월 23일  |           |
| 50화 | 152화        | 내일을 향해                            | 2021년 2월 23일  |           |
| 51화 | 153화        | 선택받은 자들                          | 2021년 3월 2일   |           |
| 52화 | 154화        | 부단장 랭그리스                        | 2021년 3월 2일   |           |
| 53화 | 155화        | 5명의 정령 수호자                      | 2021년 3월 9일   |           |
| 54화 | 156화        | 각성해 가는 힘                         | 2021년 3월 9일   |           |
| 55화 | 157화        | 다섯잎 클로버                          | 2021년 3월 16일  |           |
| 56화 | 158화        | 희망과 절망의 개막                     | 2021년 3월 16일  | 페이지229 |
| 57화 | 159화        | 고요한 호수와 숲의 그림자              | 2021년 3월 23일  | 페이지232 |
| 58화 | 160화        | 스페이드 왕국의 사자                   | 2021년 3월 23일  | 페이지234 |
| 59화 | 161화        | 제논의 힘                              | 2021년 3월 30일  | 페이지238 |
| 60화 | 162화        | 대전 발발                              | 2021년 3월 30일  | 페이지240 |
| 61화 | 163화        | 단테 VS 검은 폭우 단장                 | 2021년 4월 6일   | 페이지245 |
| 62화 | 164화        | 전장 하트 왕국                         | 2021년 4월 6일   | 페이지247 |
| 63화 | 165화        | 물의 성전                              | 2021년 4월 13일  | 페이지252 |
| 64화 | 166화        | 단장 야미 스케히로                     | 2021년 4월 13일  |           |
| 65화 | 167화        | 검은 맹세                              | 2021년 4월 20일  | 페이지258 |
| 66화 | 168화        | 최강의 태동                            | 2021년 4월 20일  | 페이지264 |
| 67화 | 169화        | 종마의 의식                            | 2021년 4월 27일  | 페이지267 |
| 68화 | 최종화 (170) | 머나먼 미래                            | 2021년 4월 27일  |           |

## 극장판 애니메이션
- 「극장판 블랙 클로버: 마법제의 검」 (2023)

2023년 6월 16일 일본 전국 개봉과 동시에 전세계 넷플릭스에서 공개되었다.